# Fritz Wiesenthal
Fritz Wiesenthal (* 15. September 1920 in Augsburg; † 2. September 1977 ebenda) war ein deutscher Jurist und Kommunalpolitiker (CSU).

## Leben
Fritz Wiesenthal studierte nach seinem Abitur am Gymnasium bei St. Stephan in Augsburg Katholische Theologie und Rechtswissenschaften an der LMU München und wurde 1948 in München mit der Arbeit Die Wandlung des Friedensbegriffes von Augustinus zu Thomas von Aquino zum Dr. jur. promoviert. Er war als Richter und erster Staatsanwalt tätig.
Von 1962 bis zur Gemeindegebietsreform 1972 war Wiesenthal Landrat des damaligen Landkreises Augsburg, Mitglied des Bezirkstags von Schwaben und Landes- und Bundesvorsitzender der kommunalpolitischen Vereinigung der CSU. In seine Amtszeit fielen der Neubau des Krankenhauses Haunstetten sowie die Errichtung der Gymnasien in Neusäß und Gersthofen. Fritz Wiesenthal leitete außerdem die Renovierung des Klosters Oberschönenfeld ein.
Am 2. September 1977 kam Fritz Wiesenthal bei einem Autounfall ums Leben. Er war seit 1950 verheiratet mit Ludwiga geb. Höckmair; aus der Ehe gingen zwei Kinder hervor. 
1965 wurde Fritz Wiesenthal von Kardinal-Großmeister Eugène Kardinal Tisserant zum Ritter des Ritterordens vom Heiligen Grab zu Jerusalem ernannt und am 1. Mai 1965 in München durch Lorenz Kardinal Jaeger, Großprior der deutschen Statthalterei, investiert. Er war zuletzt Großoffizier des Ordens.

## Ehrungen
- Ritterschlag zum Ritter vom Heiligen Grab (1965)
- Bundesverdienstkreuz 1. Klasse (1974)
- Namensgeber des Schullandheimes in Dinkelscherben